# Nicolaj Bang
Nicolaj Bang (født 16. marts 1980 i Randers) er en dansk politiker, der siden 29. august 2022 har været rådmand for Teknik og Miljø i Aarhus Kommune, efter at Steen Stavnsbo trak sig fra byrådet.

## Baggrund og Uddannelse
Nicolaj Bang er søn af en selvstændig far og en mor som var lægesekretær. Bang er opvokset i Randers og gik først på C. la Cours Skole og senere på Randers Statsskole og Randers HF & VUC. Bang er uddannet bachelor i jura fra Aarhus Universitet.

## Politisk Karriere
I sin ungdom var Bang fra februar 2005 til marts 2006 international sekretær for Youth of the European People's Party. Senere blev han fra 2006-2008 valgt til forretningsudvalget for Konservativ Ungdom. Bang var herudover formand for de studenterpolitiske organisationer Konservative Jurister (2006-2007) og Konservative Studenter i Aarhus (2007-2008). Fra 28. marts 2008 til 2012 var han landsformand for Konservative Studerendes Landsorganisation. Fra 2009 til 2012 sad Bang i hovedbestyrelsen for Det Konservative Folkeparti.
I 2005 blev Bang regionsrådskandidat for Region Midtjylland, og sad i regionsrådet for Det Konservative Folkeparti fra januar 2014 til august 2022.
I august 2022 overtog Bang posten som rådmand og medlem af byrådet i Aarhus Kommune.
Bang har desuden været folketingskandidat for Konservative i Århus Nordkredsen fra 2007 til 2013.
I 2017 blev han valgt som bestyrelsesformand for Patientforeningen, og sad på denne post til januar 2019.